# Hyundai Getz
De Hyundai Getz is een automodel in de compacte klasse van de Zuid-Koreaanse autofabrikant Hyundai.

## Geschiedenis
De Hyundai Getz werd in 2002 geïntroduceerd en destijds beschouwd als een goede aanbieding. Een strakke, moderne koets met heldere lichtunits rondom, een modern dashboard en relatief veel interieurruimte zorgden ervoor dat de auto ook in Nederland mocht rekenen op de warme belangstelling van het koperspubliek.
De auto was verkrijgbaar met twee benzinemotoren, een 1,1 liter-viercilinder met twaalf kleppen (63 pk bij 5500 o/m, 99 Nm bij 3200 o/m), een 1,3 liter viercilinder met twaalf kleppen (82 pk bij 5700 o/m , 119 Nm bij 3200 o/m) in 2006 vervangen door een volledig aluminium 1,4 liter-viercilinder met zestien kleppen (97 pk bij 6000 o/m, 125 Nm bij 3200 o/m), 1,6 liter viercilinder met zestien kleppen (DOHC) (105pk bij 6000 o/m 144Nm bij 3200tpm) en een dieselmotor, de motor heeft een gietijzeren motorblok en een aluminium cilinderkop. Deze 1,5 CRDi-viercilinder met 16 kleppen van de Hyundai Kia Automotive Group is verkrijgbaar met twee vermogensversies, één met 88 pk bij 4000 o/m en 215 Nm bij 1900 o/m, de ander met 110 pk bij 4000 o/m en 235 Nm van 1900 o/m tot 2750 o/m. Deze diesel maakt gebruik van een gemeenschappelijke inspuitbuis (common-rail) van de tweede generatie en een variabele turbo.

### Facelift
In 2005, drie jaar na de introductie, onderging de Getz een facelift. De auto kreeg een iets ander front, nieuwe lichtunits en een centraal geplaatste mistlamp achteraan. Het interieur kreeg een opfrisbeurt met nieuwe kleuren, eventueel een tweekleurig instrumentenbord, hertekende wijzerplaten en een aantal aangepaste ergonomische elementen. Ook werden in het interieur hoogwaardiger materialen gebruikt.
In december 2008 werd de Hyundai i20, de opvolger van de Getz, in productie genomen. Wel bleef de Getz voorlopig leverbaar als prijskraker net zoals Peugeot deed met de 206 Forever, Fiat met de Punto Classic en Renault met de Clio Campus. De i20 was qua design vrijwel compleet veranderd ten opzichte van de Getz. De levering van de Getz werd in West-Europa in 2009 gestaakt.
Huidige modellen Nederland en België:
Bayon ·
i10 ·
i20 ·
i30 ·
Inster ·
Ioniq ·
Ioniq 5 ·
Ioniq 6 ·
Kona ·
Kona Electric ·
Nexo ·
Santa Fe ·
Tucson
Overige modellen internationaal:
Accent ·
Grandeur ·
Genesis ·
Eon ·
Equus ·
Porter ·
Sonata ·
Veloster
Uit productie:
Atos ·
Coupe ·
Dynasty ·
Elantra ·
Excel ·
Getz ·
Genesis Coupe ·
i40 ·
ix20 ·
ix55 ·
Lantra ·
Matrix ·
Pony ·
Santamo ·
Scoupe ·
Stellar ·
Terracan ·
Trajet ·
Tucson ·
XG